# نظریه تکرار فرگشتی

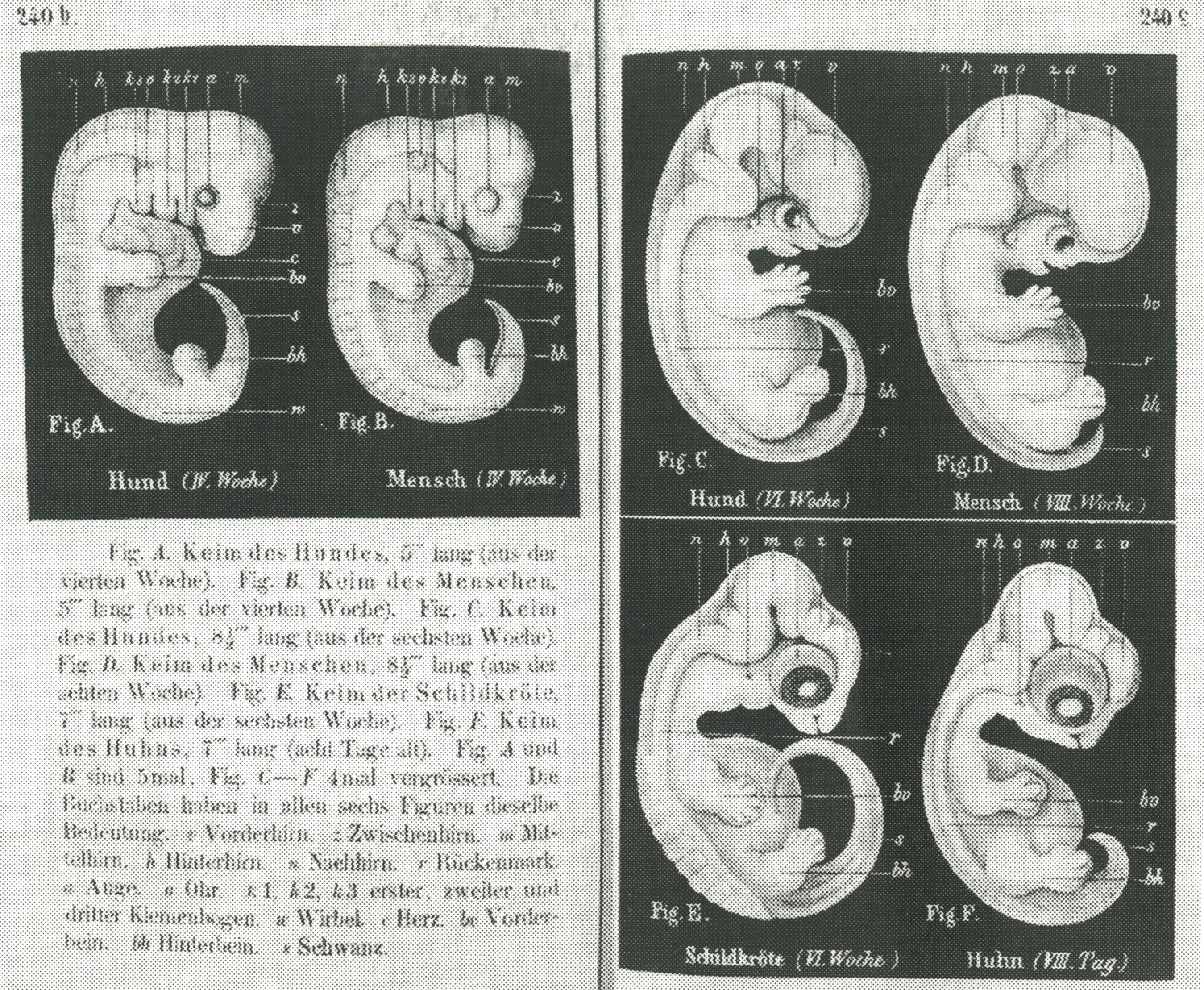
رشد جنینی

نظریه تکرار فرگشتی (انگلیسی: Recapitulation theory) نظریه‌ای است در زیست‌شناسی که بر طبق آن، یک ارگانیسم از مراحل متوالی عبور می‌کند که شبیه نیاکانش است بطوریکه هستی‌زایی منفرد یک تکرار تکاملی تبارزایی گروهش است.
بر اساس جمله مشهور ارنست «رشد جنینی روند تکامل دودمانی را تکرار می‌کند.»